# Mérges pókhálósgomba
A mérges pókhálósgomba (Cortinarius orellanus) a pókhálósgombafélék családjába tartozó, meleg tölgyerdőkben termő, halálosan mérgező gombafaj. 

## Megjelenése
A mérges pókhálósgomba kalapjának átmérője 3–8 cm, alakja domború vagy lapos, közepe gyakran tompán púpos. Színe narancsos-rókaszínű, narancsbarnás vagy sötét vörösbarna. Felülete nem ragadós, finoman szálas, nemezes, szinte bársonyos; az idős gomba esetében lecsupaszodhat. A szélén néha megtalálható a fátyol pókhálószerű maradéka. Húsa merev, szívós. Színe halványsárgás, enyhén retekszagú.
Széles, vastag, ritkán álló lemezei tönkhöz nőttek vagy kicsit felkanyarodók. Narancsvörösesek, majd rozsdabarnásak. Spórapora rozsdabarna. Spórája 9-12,5 x 6,5-8,5 mikrométeres, félig-meddig gömb vagy széles ellipszis alakú, érdes felületű.
Karcsú tönkje 3–8 cm magas és 0,3–1 cm vastag. Alakja hengeres, alul elvékonyodó, felülete sima vagy gyengén szálas. Színe sárgás, rozsdasárgás, a kalapénál világosabb. Az egészen fiatal gombának vékony, könnyen elmálló, pókhálószerű véluma (kalapszélt és tönköt összekötő fátyol) van.

### Hasonló fajok
Összetéveszthető a mérgező csúcsos pókhálósgombával, amelynek tönkje övezett. Az ehető gombák közül a mezei szegfűgombához hasonlíthat, de az világosabb és nem erdőben terem; esetleg a sárga rókagombával téveszthető még össze színe miatt.  

## Elterjedése és élőhelye
Európában (főleg délen) honos. Magyarországon ritka. Meleg lomberdőkben, tölgyek alatt található meg. A savanyú talajt részesíti előnyben. Júliustól októberig terem.
Mérgező, akár halált is okozhat. Orellanint tartalmaz, amely a májat és a vesét károsítja és többszöri fogyasztás esetén gyorsan felhalmozódik a szervezetben. A súlyosabb mérgezés 2-3 napos lappangási idő után nyilvánul meg. Az enyhébb esetekben a lappangási idő akár két hét is lehet; ilyenkor a beteg többnyire maradandó károsodás nélkül felgyógyul. A mérgezés tünetei: étvágytalanság, fáradékonyság, fejfájás, szomjúságérzés, hőemelkedés, láz. Néha gyomor-bélrendszeri tünetek, ízületi- és izomfájdalmak, fokozott vizeletürítés, veseelégtelenség lép fel.

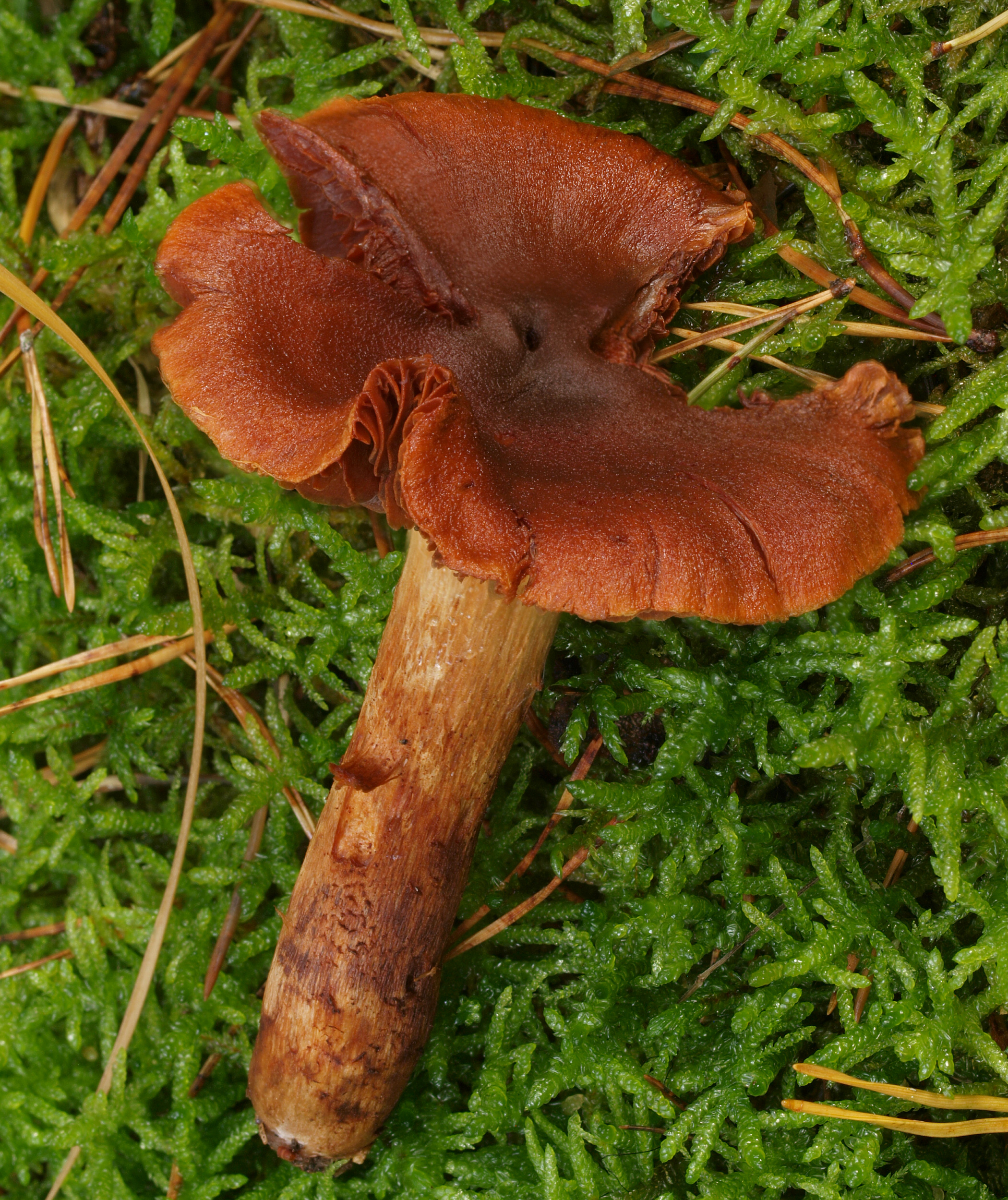
Mérges pókhálósgomba
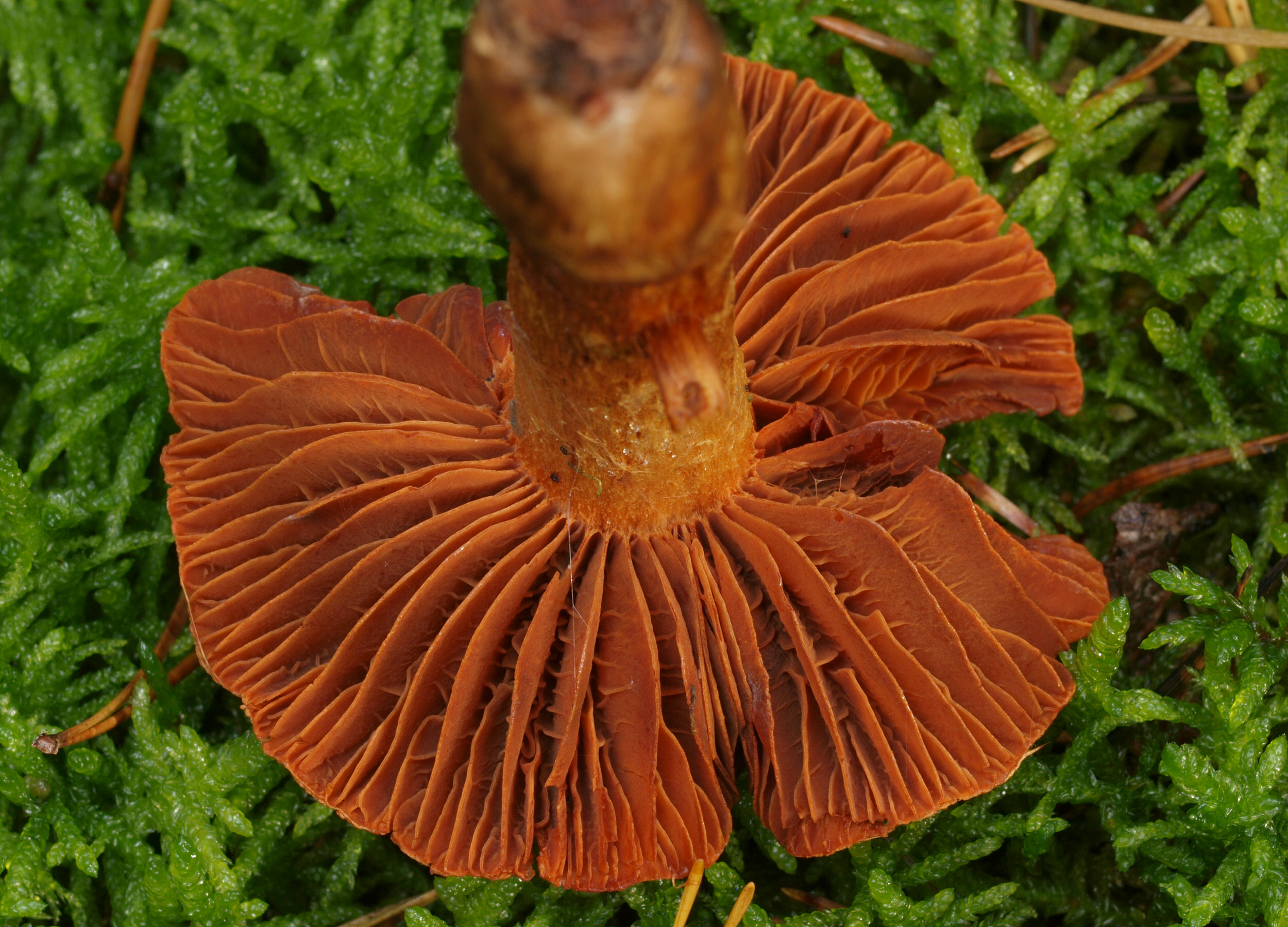
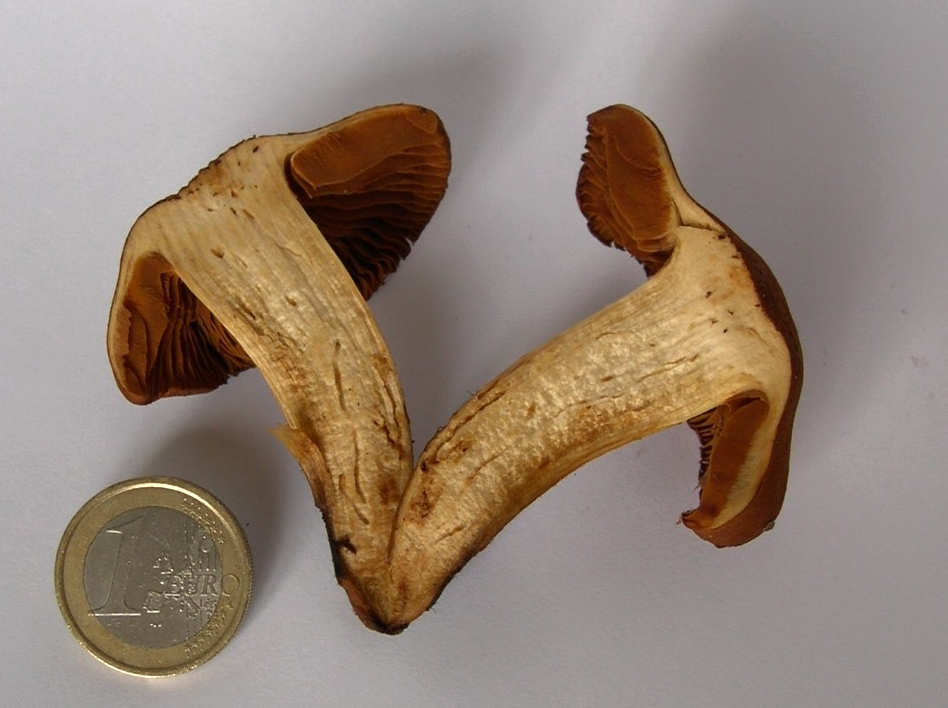
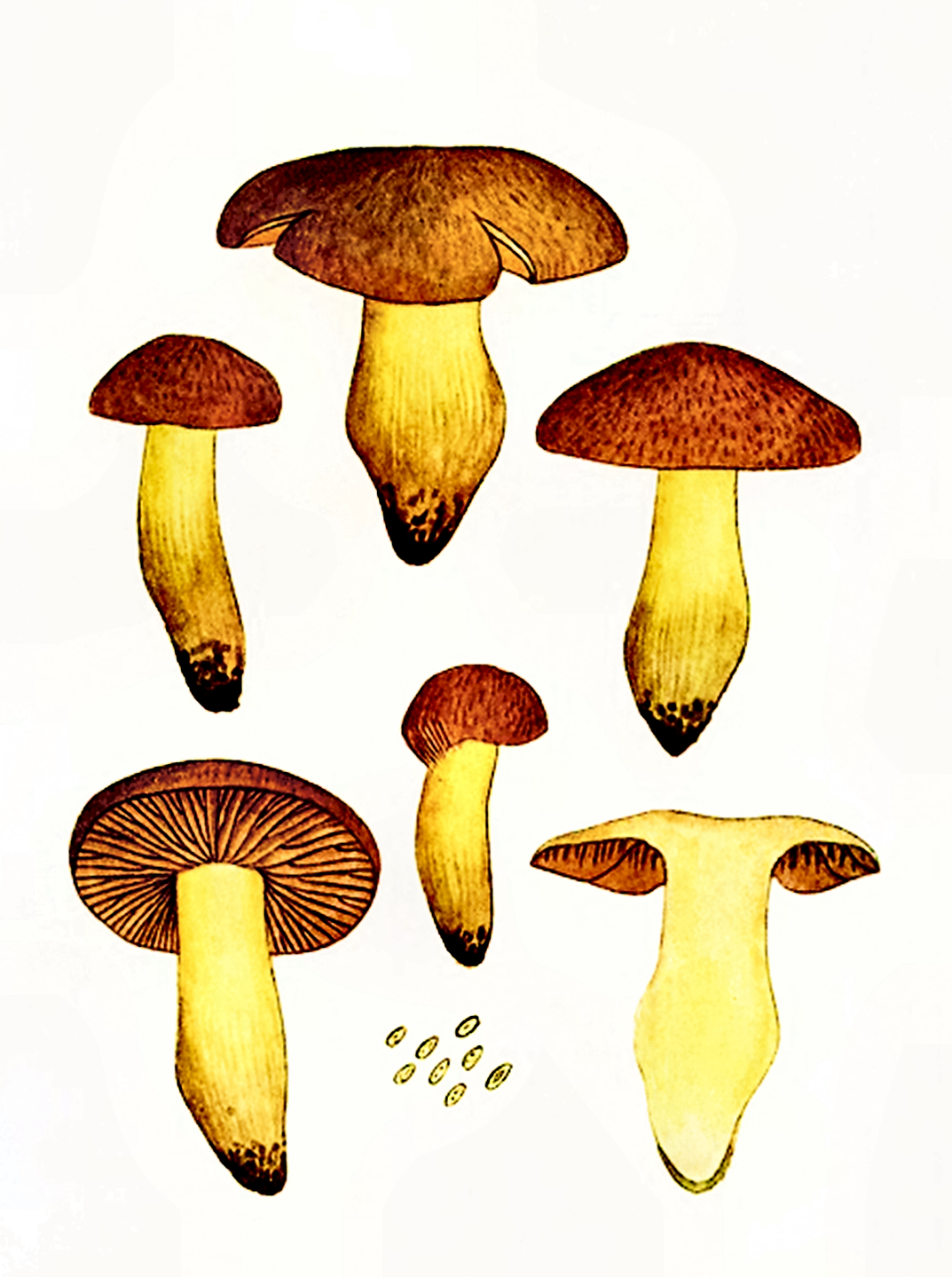
Ábrázolása egy olasz gombakönyvben (1930)